# Bauwens (familie)
Bauwens was de familienaam van twee broers uit Oost-Vlaanderen die in de Belgische erfelijke adel werden opgenomen.

## Geschiedenis
De stamreeks begint met Josse of Judocus Bauwens, die baljuw van Zottegem was en daar overleed in 1651. Het geslacht bleef in volgende generaties bestuurders leveren en vestigde zich later ook in Gent en Oudenaarde. Emmanuel Bauwens (1753-1819), ontvanger van de indirecte belastingen en burgemeester van Oudenaarde, was de vader van de twee broers die in de adel werden opgenomen (zie hieronder).

## Henri-Jean Bauwens
Henri-Jean Bauwens (Oudenaarde, 18 februari 1791 - Eke, 11 juni 1864) was een zoon van Emmanuel Bauwens en zijn tweede vrouw, Marie-Françoise Cnudde. Hij was ontvanger van belastingen en accijnzen in Zwijnaarde. In 1843 werd hij opgenomen in de erfelijke Belgische adel met de titel ridder, overdraagbaar bij eerstgeboorte. Hij bleef vrijgezel. 

## Charles-Antoine Bauwens
- Charles Antoine François Bauwens (Oudenaarde, 18 februari 1791 - Eke, 11 juni 1864), was ontvanger van directe belastingen in Eke. Hij werd samen met zijn broer volle broer Henri-Jean in 1843 opgenomen in de erfelijke Belgische adel met de titel ridder, overdraagbaar bij eerstgeboorte. Hij trouwde in 1846 in Gent met Idalie Morel (1817-1856), dochter van Joseph Morel en barones Caroline de Zinzerling. Ze kregen twee zoons en een dochter.
  - Théodule Bauwens (1848-1904), bleef ongehuwd.
  - Edmond Bauwens (1851-1910) verkreeg in 1886 de titel ridder, naast de erfelijke titel die door zijn broer gedragen werd. Hij trouwde in Gent in 1874 met Clémentine Serdobbel (1848-1894), dochter van Victor Serdobbel en Clotilde de Contreras. 
    - Arthur Bauwens (1876-1910), bleef ongehuwd. Hij overleed hetzelfde jaar als zijn vader. Met hem doofde de familie uit.